# فيليب بريغهام
فيليب بريغهام هو مغني كندي، ولد في 24 يناير 1952 في برانتفورد في كندا.